# Buick 8
Buick 8 (ang. From a Buick 8) – powieść grozy autorstwa Stephena Kinga. Pierwszy raz wydana w Polsce 25 marca 2003 r. Jest to druga powieść Kinga przedstawiająca nadprzyrodzony samochód (pierwszą była Christine, której akcja również ma miejsce w zachodniej Pensylwanii). Tytuł został zaczerpnięty z utworu Boba Dylana From a Buick 6.

## Fabuła
Powieść to seria wspomnień członków Jednostki D z koszar policji stanowej w Zachodniej Pensylwanii. Curtis Wilcox zginął tragicznie. Jego syn podejmuje pracę w Jednostce D, w której pracował jego ojciec, by choć jeszcze przez jakiś czas móc obcować chociaż ze wspomnieniami o nim. Członkowie Jednostki z czasem opowiadają chłopakowi o Buicku 8 ukrytym w jednym z baraków.
Buick 8, który przypomina buicka roadmastera z 1953 roku, był przechowywany w baraku od 1979 roku, kiedy to został pozostawiony na stacji benzynowej przez tajemniczego kierowcę, który nagle zniknął. Z czasem okazuje się, że samochód nie jest zwykłym samochodem. Przypomina on buicka, ale kierownica jest nieruchoma i wygląda jak ster jachtu, wszystkie przyciski na desce rozdzielczej są bezużytecznymi rekwizytami, silnik jest atrapą. Samochód sam się naprawia, gdy jest uszkodzony oraz sam się czyści.
Sandy Dearborn, obecny sierżant Jednostki D, jest głównym narratorem powieści i opowiada Nedowi historię, omawiając różne kwestie, które związane były z samochodem oraz o tym jak Curtis fascynował się samochodem. Samochód czasem powodował lekkie trzęsienia oraz błyski fioletowego świata (błyskownice). Światła te czasem "rodziły" dziwne rośliny i stworzenia, które nie przypominały tego, co można zobaczyć w naszym świecie. W pobliżu buicka zaginęły dwie osoby; Ennis Rafferty, były partner Curtisa, oraz Brian Lippy, zatrzymany za jazdę pod wpływem alkoholu i narkotyków. Z czasem pojawiła się sugestia, że buick mógł być portalem pomiędzy dwoma światami.
Po wysłuchaniu opowieści o buicku i o tym, jak długo Jednostka D utrzymuje samochód w tajemnicy, Ned przekonuje się, że auto było w jakiś sposób związane ze śmiercią ojca. Osoba, która pierwsza zameldowała o porzuconym buicku, była tą samą osobą, która zabiła Curtisa Wilcoxa.
Sandy ostrzega Neda przed obsesją na punkcie buicka (ostrzega, że "buicki są wszędzie"). Niebawem Dearborn spostrzega, że młody Wilcox, nie zadał jednego pytania, a mianowicie pytania o zniszczenie buicka. Zdaje sobie sprawę, że Ned może być zdeterminowany, by zniszczyć samochód. Obawia się również, że buick może go porwać.
Sandy wraca do baraku, gdzie znajduje Neda. Chłopak wylał już benzynę pod samochód, trzyma zapałkę i pistolet. Podczas gdy Sandy wyciąga Neda z samochodu, buick zaczyna przekształcać się w portal, próbując wciągnąć obu mężczyzn. Sandy widzi w otwartym portalu kapelusz i broń Ennisa oraz tatuaż na odciętej nodze Briana Lippy'ego.
Książka kończy się wraz z dołączeniem Neda do policji, opisem pękniętej, nienaprawionej szyby w buicku i nadzieją, że buick pewnego dnia się rozpadnie.